# Anolis marron
Anolis marron este o specie de șopârle din genul Anolis, familia Polychrotidae, descrisă de Arnold 1980. A fost clasificată de IUCN ca specie în pericol. Conform Catalogue of Life specia Anolis marron nu are subspecii cunoscute.